# Erica salteri
Erica salteri är en ljungväxtart som beskrevs av Harriet Margaret Louisa Bolus. Erica salteri ingår i släktet klockljungssläktet, och familjen ljungväxter. Inga underarter finns listade i Catalogue of Life.